# Kvistofta församling
Kvistofta församling är en församling i Luggude-Åsbo kontrakt i Lunds stift. Församlingen ligger huvudsakligen i Helsingborgs kommun i Skåne län med en del i Landskrona kommun och utgör ett eget pastorat.
Församlingen omfattar bland annat orterna Kvistofta, Rydebäck, Bårslöv, Vallåkra och Gantofta i Helsingborgs kommun och Glumslöv i Landskrona kommun.

## Administrativ historik
Församlingen har medeltida ursprung. 
Församlingen utgjorde före 1600 och mellan 1899 och 1 maj 1927 ett eget pastorat för att däremellan och till 2010 vara moderförsamling i pastoratet Kvistofta och Glumslöv som från 1962 även omfattade Bårslövs och Fjärestads församlingar. År 2010 införlivades församlingarna Bårslöv, Fjärestad och Glumslöv. Kvistofta församling utgör sedan dess ett eget pastorat.
Kvistofta och Glumslövs församlingar innehades mellan 1692 och 1698 som prebende av kyrkoherden i Helsingborg.

## Kyrkor

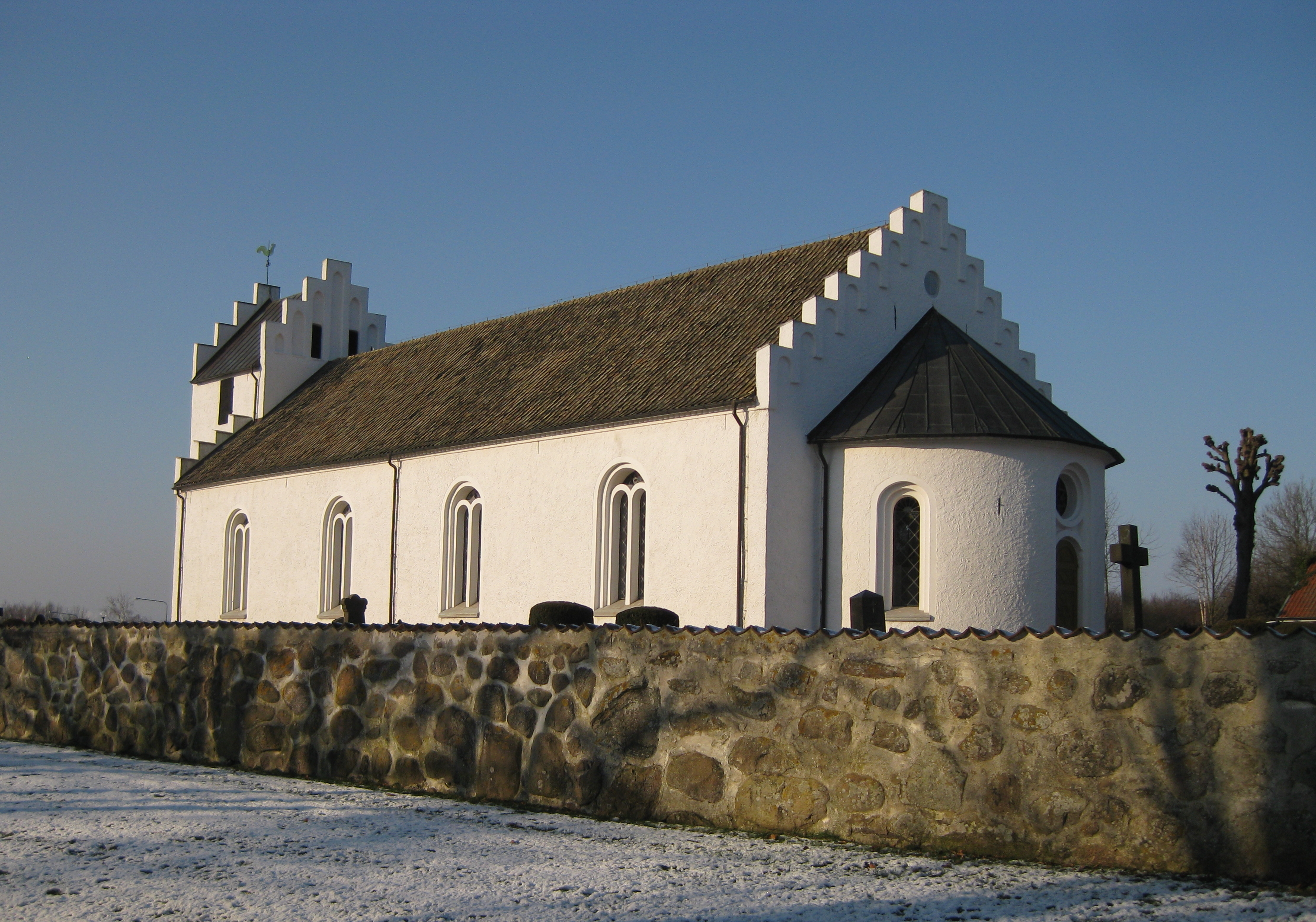
Bårslövs kyrka
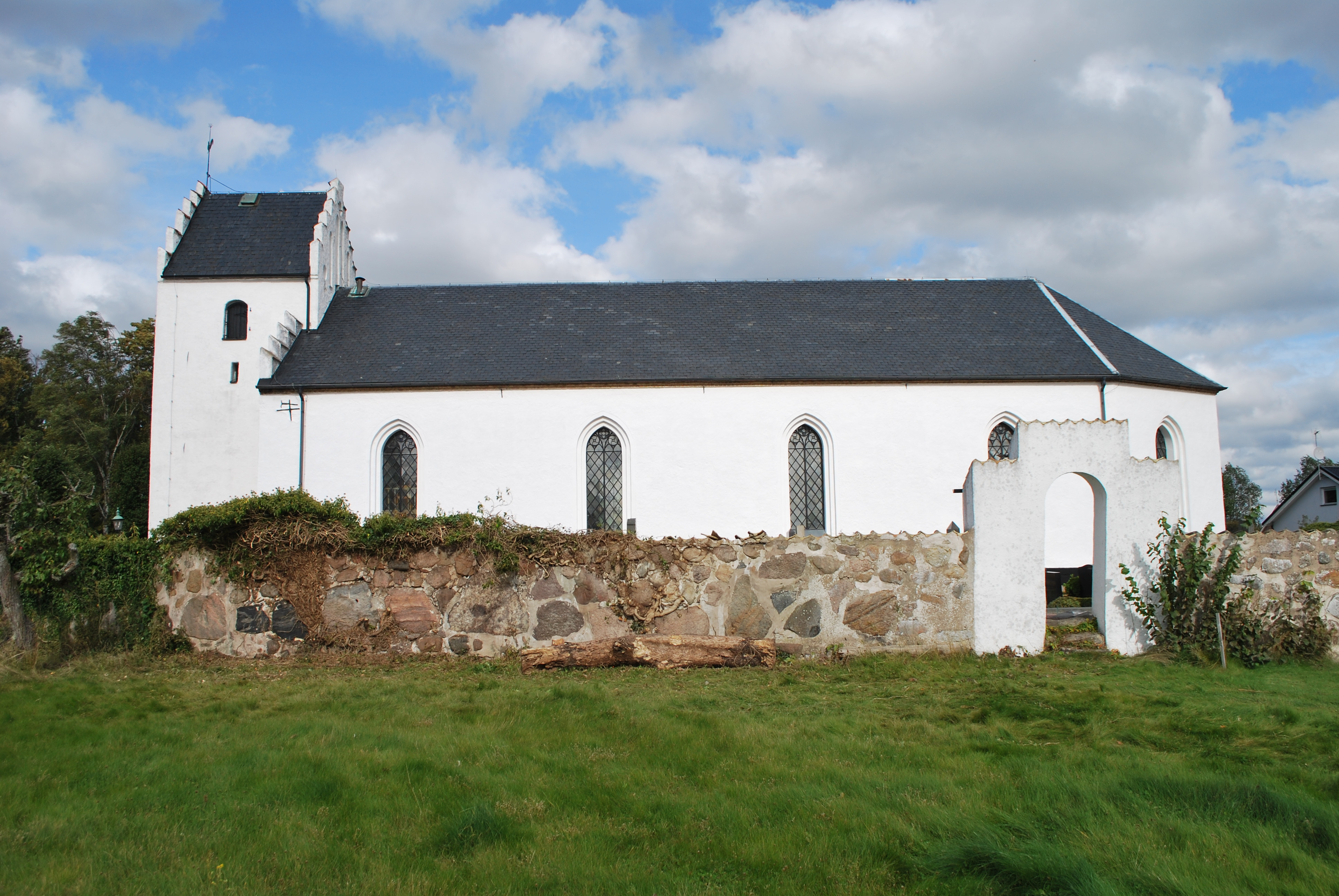
Fjärestads kyrka
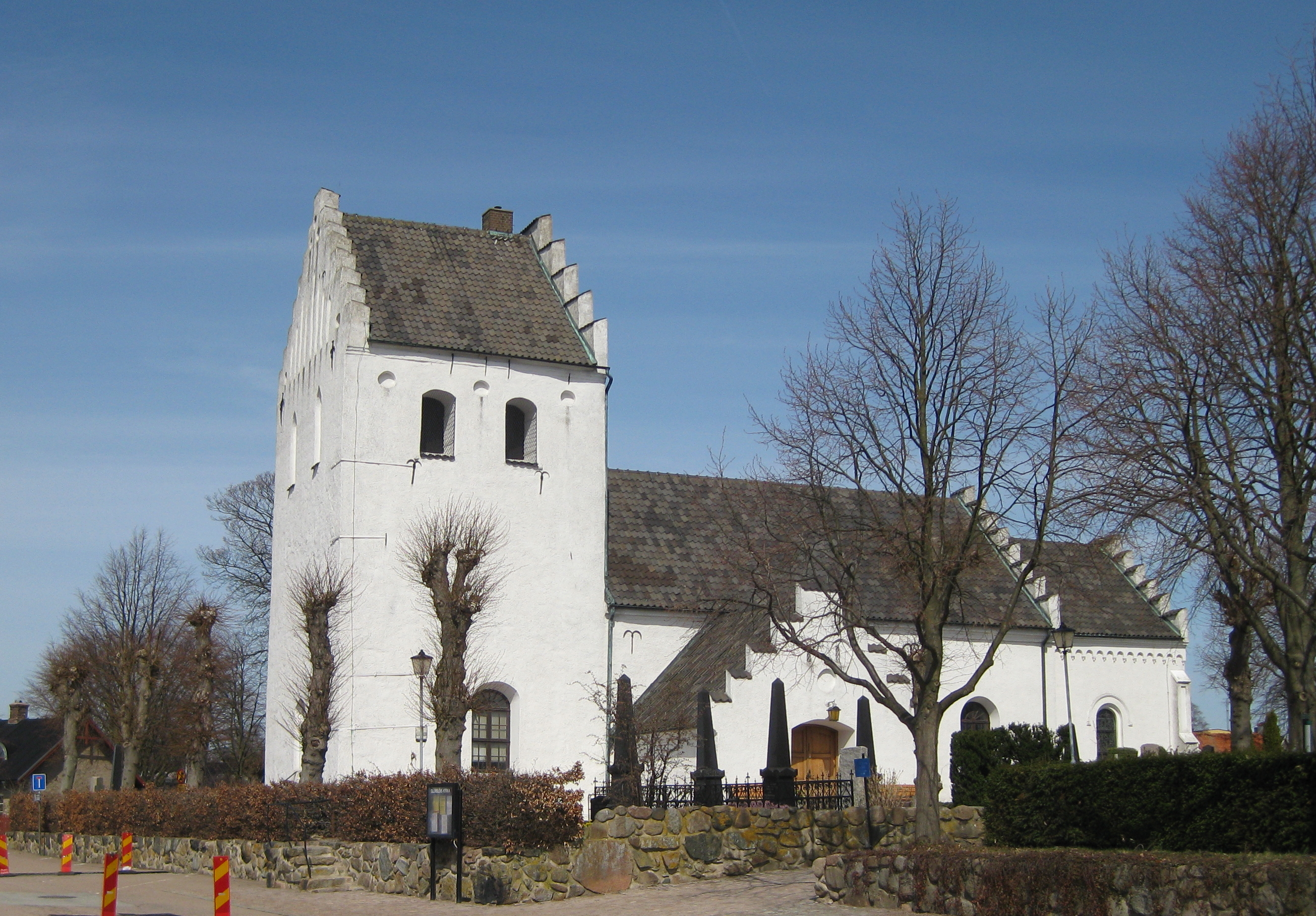
Glumslövs kyrka
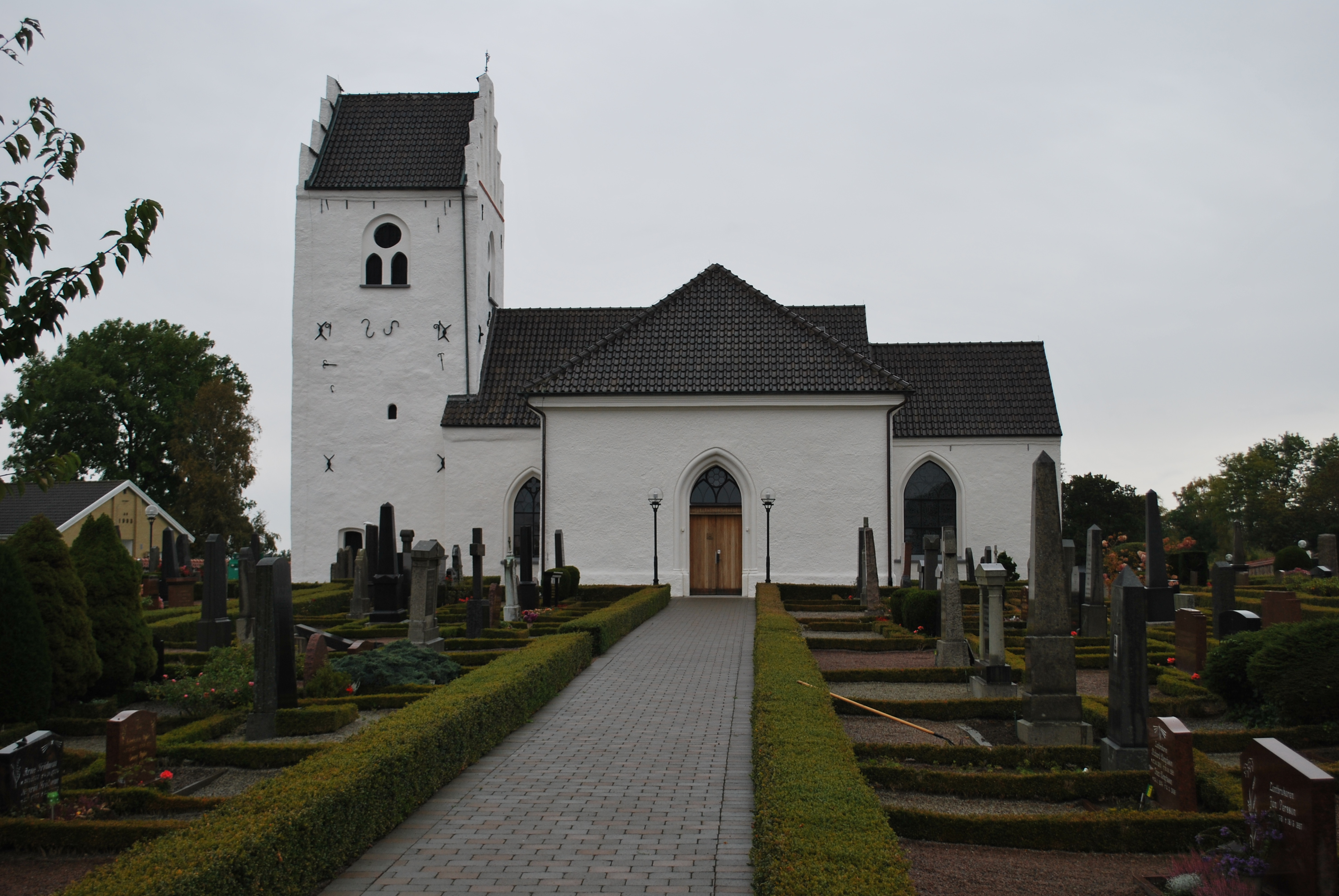
Kvistofta kyrka
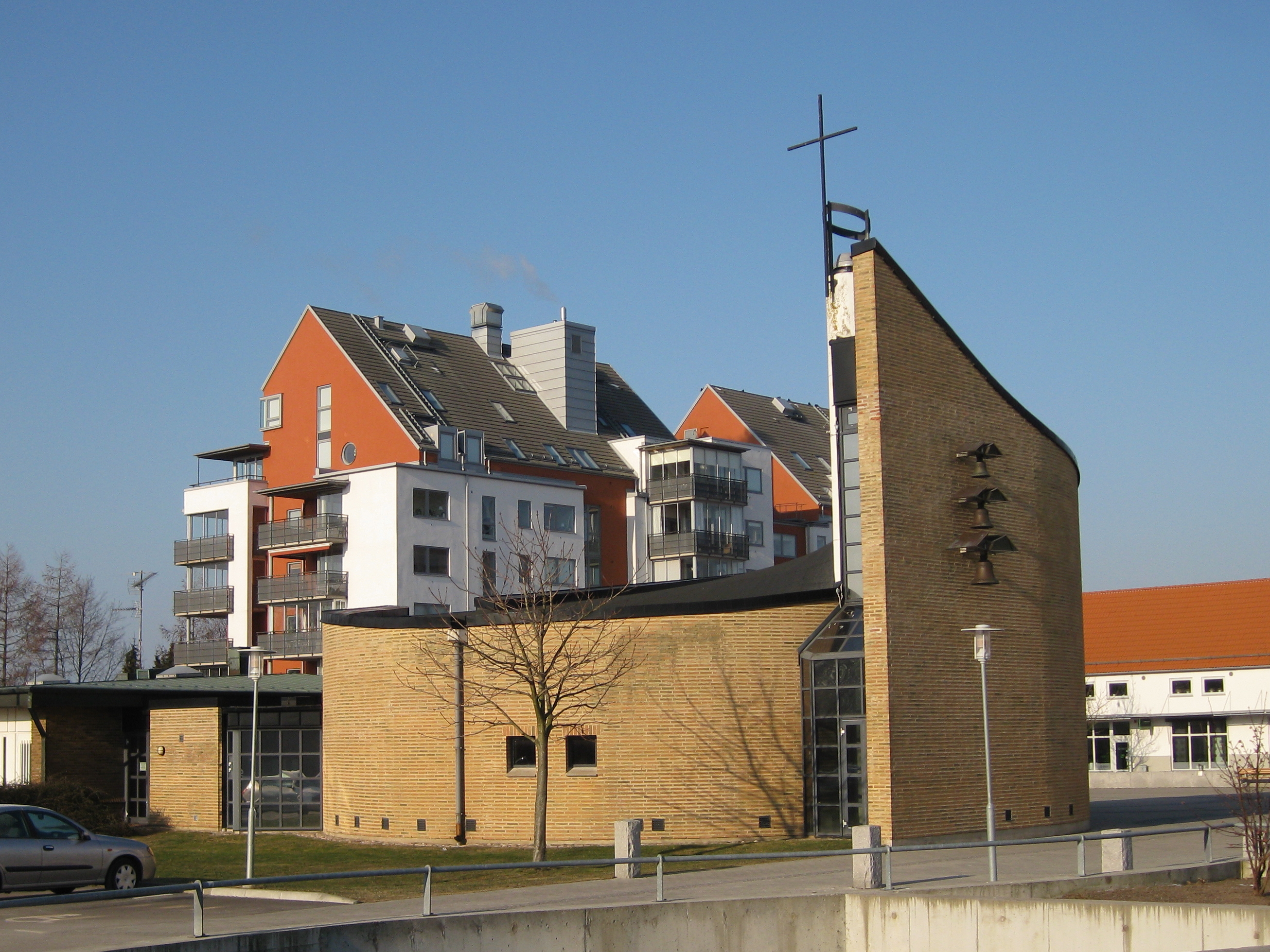
Rydebäcks kyrka

## Kyrkoherdar
- Jakob Lauritzen, 1500-talet
- Anders Madsen Flyncke, 1600-talet
- Laurits Sørensen Torndal, 1600-talet
- Laurits Paaske, omkring 1626
- Niels Jørgensen, 1600-talet
- Michael Larsson, slutet av 1600-talet
- Andreas Schartow, 1682[a]
- Nils Agrell, 1691[a]
- Gilius Achtschilling, 1692–1698[a]
- Hans Andersson Ronnovius, 1698–1703
- Enhard Paterssen, 1704–1731
- Adam Lorents Hiort, 1732–1761
- Jakob Faxe, 1763–1790
- Lars Engstedt, 1791–1815
- David Munck af Rosenschöld, 1817–1840
- Henrik Åkerberg, 1844–1858
- Henrik Schönbeck, 1859–1896
- Per Lech, 1899–1914
- Sven Alv, 1916–1922
- Walfrid Hedin, 1922–1958
- Sven Åke Rosenberg, 1959–1961
- Malte Sydmark, 1962–1968
- Hans Svensson, 1968–1982
- Hans Ahlfors, 1982–1996
- Sten Olof Lund, tf. 1992–1996, ordinarie 1996–2001
- Anna Eklund, 2001–2019
- Torvild Evensson tf. 2019, ordinarie 2019–